# Euston Road School

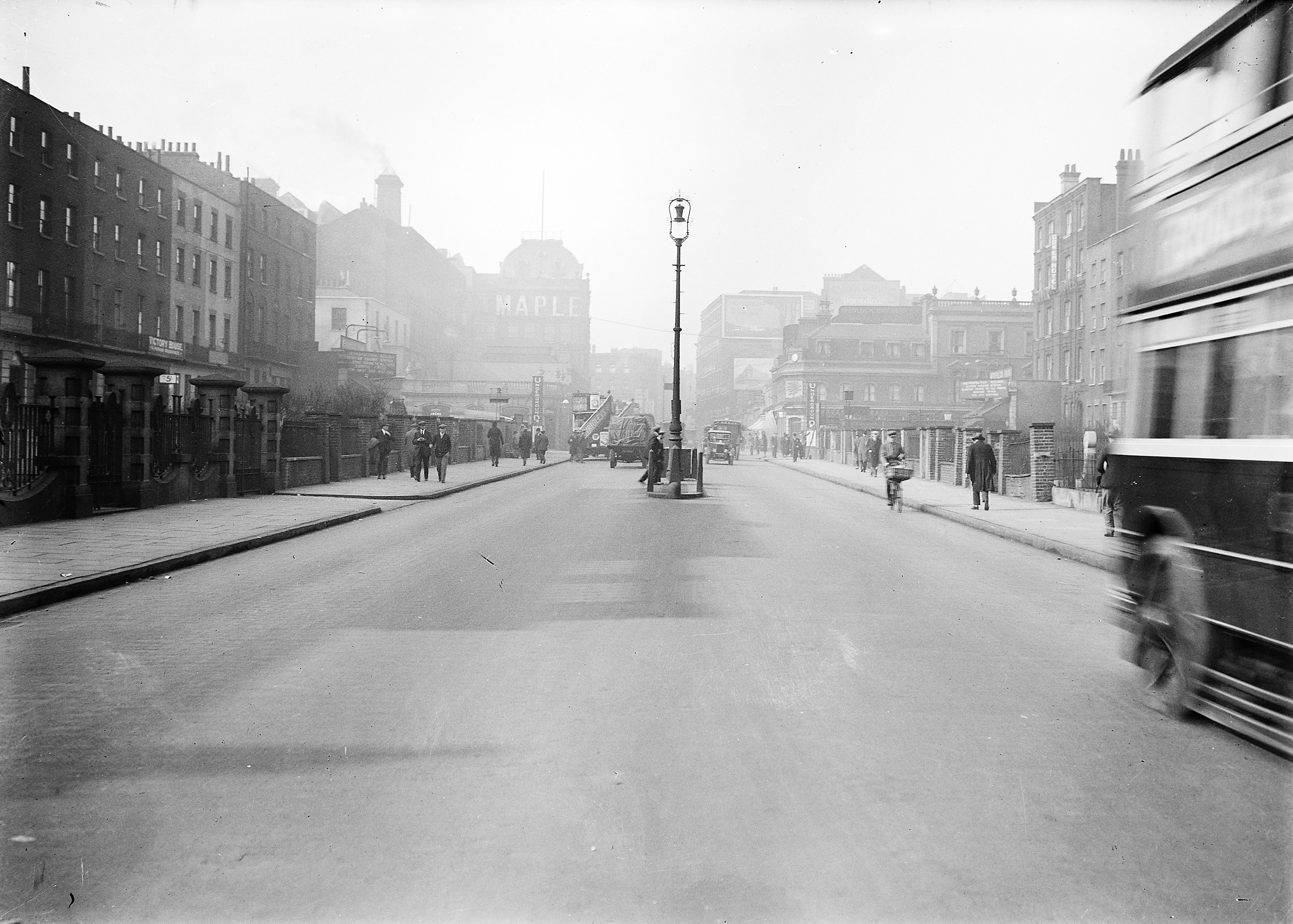
Image de reconstitution

La Euston Road School (ou école de Euston Road en français) désigne un groupe de peintre anglais, étudiants ou enseignants de la School of Drawing and Painting de Londres entre 1937 et 1939. L'école, créée en octobre 1937 et située sur Fitzroy Street, a ensuite déménagée au 314/316 Euston Road en février 1938. L'école est fondée par William Coldstream, Victor Pasmore et Claude Rogers. D'autres membres comme Graham Bell ou Rodrigo Moynihan ont contribué à faire la notoriété de l'école. Influencés par le climat de la dépression et par les considérations sociales qui en découlaient, ils adoptèrent un style réaliste dans l'espoir de hisser leur art au-dessus de l'avant-garde.
À partir de 1939, si l'établissement ne constitue plus une école à proprement parler, le titre resta pour qualifier les œuvres issus de ce mouvement.

## Sources
- Sally Bonn, L'art en Angleterre : 1945-1995, Paris, Nouvelles éditions françaises, 1996